# 梅溪湖街道
梅溪湖街道为长沙市岳麓区下辖街道之一，位于岳麓区中部偏西，处岳麓后山。地缘上，梅溪湖街道北与东方红镇、天顶乡和望城坡街道接壤，西与雷锋镇为界，南和含浦镇、岳麓街道相连，东隔岳麓山与西湖街道为邻。街道总面积20.2平方公里，下辖5个村和1社区（阳明山庄社区），总人口约3万人（2007年）。

## 行政区划
梅溪湖街道下辖以下地区：
阳明山庄社区、骑龙村、天顶村、中塘村、学湖村和联络村。